# Laketown (Utah)
Laketown – miasto w Stanach Zjednoczonych, w stanie Utah, w hrabstwie Rich.